# Ashrafiyat Sahnaya
Ashrafiyat Sahnaya (tiếng Ả Rập: أشرفية صحنايا, cũng đánh vần Ashrafiah Sahnaya) là một thành phố ở miền nam Syria, một phần hành chính của Tỉnh bang Dimashq, nằm ở phía tây nam Damascus. Các địa phương gần đó bao gồm Darayya ở phía bắc, Sahnaya ở phía nam và al-Sabinah ở phía đông. Theo Cục Thống kê Trung ương Syria, thành phố có dân số 30.519 người trong cuộc điều tra dân số năm 2004. Ashrafiyat Sahnaya là một trong số ít các thị trấn ở Ghouta có cộng đồng Druze đa số, cùng với Jaramana, Sahnaya và Deir Ali.

## Nội chiến Syria
Vào ngày 25 tháng 8 năm 2013, giao tranh xảy ra giữa các binh sĩ Quân đội Syria và các chiến binh đối lập ở Ashrafiyat Sahnaya. Vào khoảng 18:00, phiến quân bắt đầu ném đồ vật bằng máy phóng. Khoảng 20:00 một vật thể được ném vào một nhóm năm binh sĩ Quân đội Syria. Đối tượng đã hạ cánh cách họ 101515 mét và thải ra một loại khí có mùi khó chịu. Năm người lính ngay lập tức được đưa đến một điểm y tế hiện trường nơi họ được điều trị bằng thuốc tiêm, thuốc nhỏ mắt và oxy. Sau đó, họ được chuyển đến Bệnh viện quân đội Martyr Yusuf Al Azmah để cấp cứu, nơi các nhân viên y tế lấy mẫu máu của họ. Các mẫu máu xét nghiệm dương tính với sarin. (Trang17 Từ18, 71 Từ78) Năm ngày sau vụ việc, các nạn nhân đã được Phái bộ Liên Hợp Quốc điều tra về sử dụng vũ khí hóa học bị cáo buộc tại Cộng hòa Ả Rập Syria. (tr73)